# Kallinjärvi
Kallinjärvi är en sjö i kommunen Saarijärvi i landskapet Mellersta Finland i Finland. Sjön ligger 108,6 meter över havet. Den är 3,6 meter djup. Arean är 52 hektar och strandlinjen är 5 kilometer lång. Sjön  ingår i Kymmene älvs huvudavrinningsområde.   Den ligger omkring 51 kilometer nordväst om Jyväskylä och omkring 280 kilometer norr om Helsingfors. 
I sjön finns öarna Myllysaari och Kallinsaari. 